# Agrilus rhoos
Agrilus rhoos é uma espécie de inseto do género Agrilus, família Buprestidae, ordem Coleoptera.
Foi descrita cientificamente por Królik & Niehuis, 2003.